# Austrolimnophila (Austrolimnophila) asiatica
Austrolimnophila (Austrolimnophila) asiatica is een tweevleugelige uit de familie steltmuggen (Limoniidae). De soort komt voor in het Palearctisch gebied.